# 解忠
解 忠（かい ちゅう、朝鮮語: 해충、生没年不詳）は、百済の大臣。大姓八族の一つである解氏出身の貴族。官位は「達率」。

## 人物
405年9月、阿莘王が薨去すると、阿莘王の次弟の訓解が政治をみて、人質となって倭国へ赴いていた腆支王の帰国を待ったが、末弟の碟礼が訓解を殺して王位を簒奪した。解忠は、事件を知らずに帰国して国境に至った腆支王のもとを訪れて、軽率に入国しないよう忠告した。その後、百済国人が碟礼を殺して腆支王が即位すると、406年に「達率」に任命され、漢城の租・1000石を下賜された。

## 出自
大姓八族の一つである解氏は夫余族の出自。解氏は、百済の建国初期から中央政界で大きく活躍したが、百済の建国者・温祚とは異なる勢力であるため、解氏の国政参加は、百済の国政に参加する勢力が拡大していく過程といえる。
「十済」と「弥鄒忽」の建国者と記録される沸流や温祚は、個人的な政治勢力ではない。卒本夫余を離れ、移民後に小国を建国したことから、一定の集団を形成していたことは間違いない。そのため、沸流や温祚は十人の家臣と大勢の人々を従えていたと記録されている。ところが、「十済」の建国地だった漢江流域には沸流や温祚集団以外にも北方から来た移民集団がいた。すなわち、「十済」「弥鄒忽」建国時、「十済」の周辺は「十済」とは別の移民が建国した小国があった。『三国史記』温祚王四十一年条は、五部の北部に属する解婁を「右輔」とし、解婁は本来夫余人だったという記録を通じて「十済」の北側に夫余からの移住者が定着していた事実が分かり、そのような夫余から移民してきた勢力が「十済」に統合され「百済」の成長につながった。